# 3119 Dobronravin
3119 Dobronravin eller 1972 YX är en asteroid i huvudbältet som upptäcktes den 30 december 1972 av den ryska astronomen Tamara Smirnova vid Krims astrofysiska observatorium på Krim. Den har fått sitt namn efter den sovjetiske astrofysikern Pjotr Pavlovitj Dobronravin (1908–2000).
Asteroiden har en diameter på ungefär femton kilometer.